# الهه‌های انتقام (فیلم ۱۹۳۰)
«الهه‌های انتقام» (انگلیسی: The Furies (1930 film)) فیلمی در ژانر مرموز به کارگردانی آلن کروسلند است که در سال ۱۹۳۰ منتشر شد. از بازیگران آن می‌توان به لوئیس ویلسون، اچ. بی. وارنر، و جین ونتون اشاره کرد.